# Stoby
Stoby est une localité suédoise située dans la commune de Hässleholm en Scanie.
Sa population était de 2 445 habitants en 2019.